# Renchtalsteig
Der Renchtalsteig ist ein 98 km langer Prädikatswanderweg im Naturpark Schwarzwald Mitte/Nord.
Er führt in fünf Etappen um das Renchtal mit Start und Ziel bei Oberkirch.

## Geschichte
Der Renchtalsteig wurde erstmals am 15. Januar 2011 vom Deutschen Wanderverband als „Qualitätsweg Wanderbares Deutschland“ zertifiziert und am 22. Mai 2011 eröffnet.

## Kurzbeschreibung
Vom Ausgangspunkt in Bottenau verläuft der Renchtalsteig durch Weinberge zum Schloss Staufenberg und weiter zum Mooskopf mit dem Moosturm. Mit teils steilen Auf- und Abstiegen führt der Weg auf der Südseite des Renchtals an Oppenau und Bad Peterstal vorbei zur Alexanderschanze.
Nach der Renchquelle wird am Schliffkopf der höchste Punkt erreicht. Der Weg führt hinab zur Klosterruine Allerheiligen und den Wasserfällen. Zurück im Renchtal wird bei der Ruine Schauenburg der Endpunkt erreicht.

## Tagestouren/Etappen

### Erste Etappe: Bottenau – Oppenau

#### Übersicht

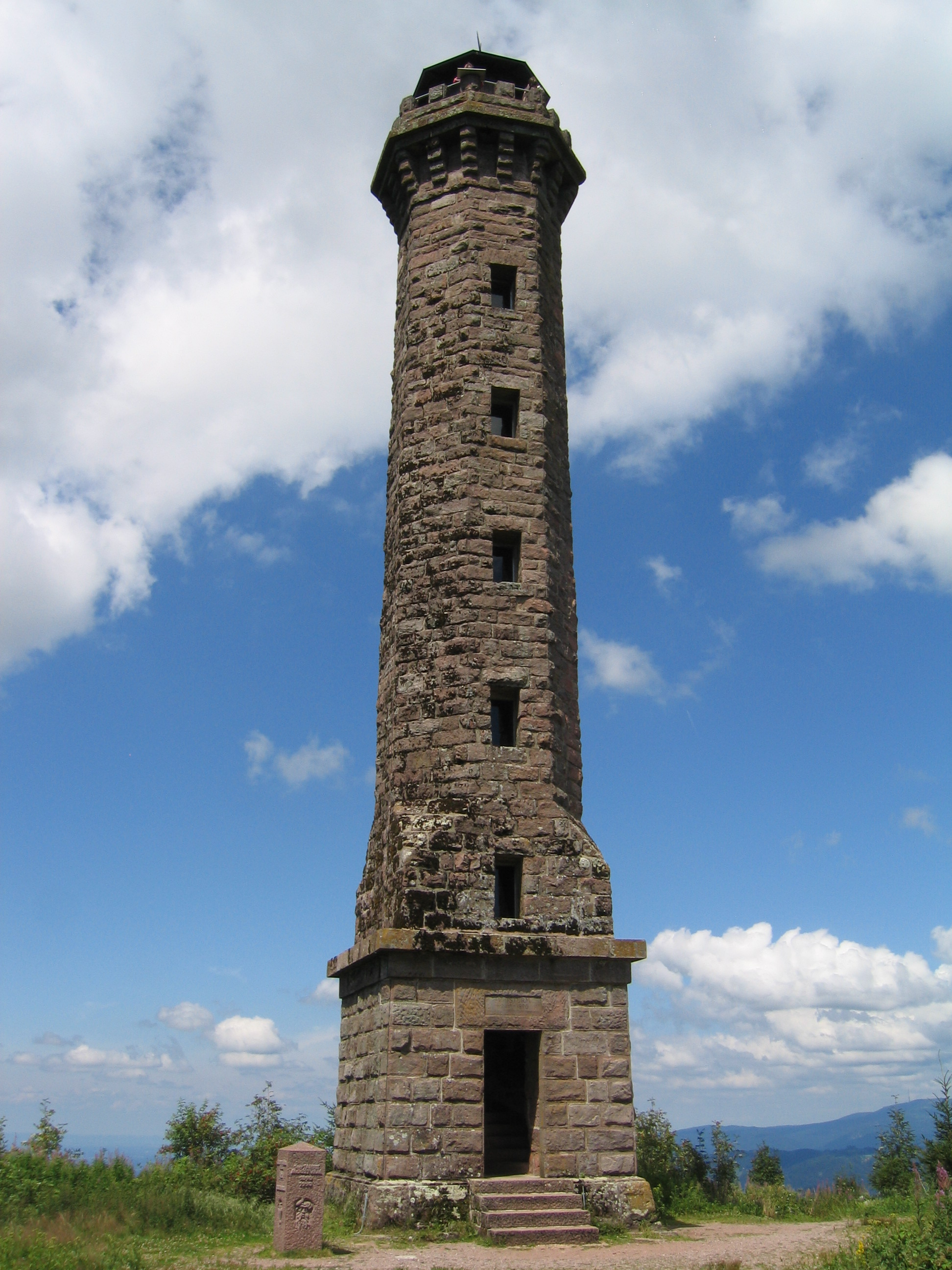
Moosturm auf dem Mooskopf

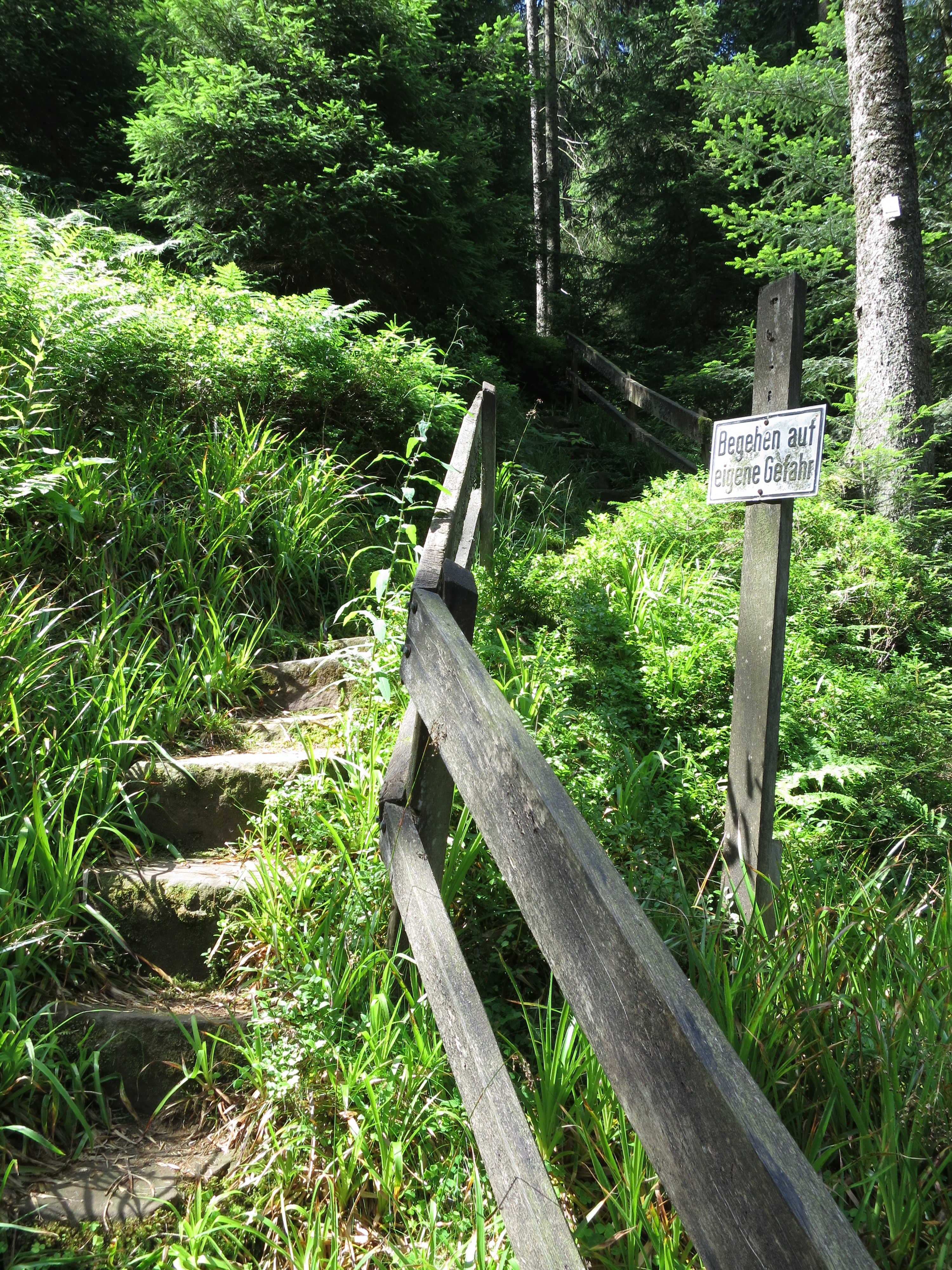
Teufelskanzelweg

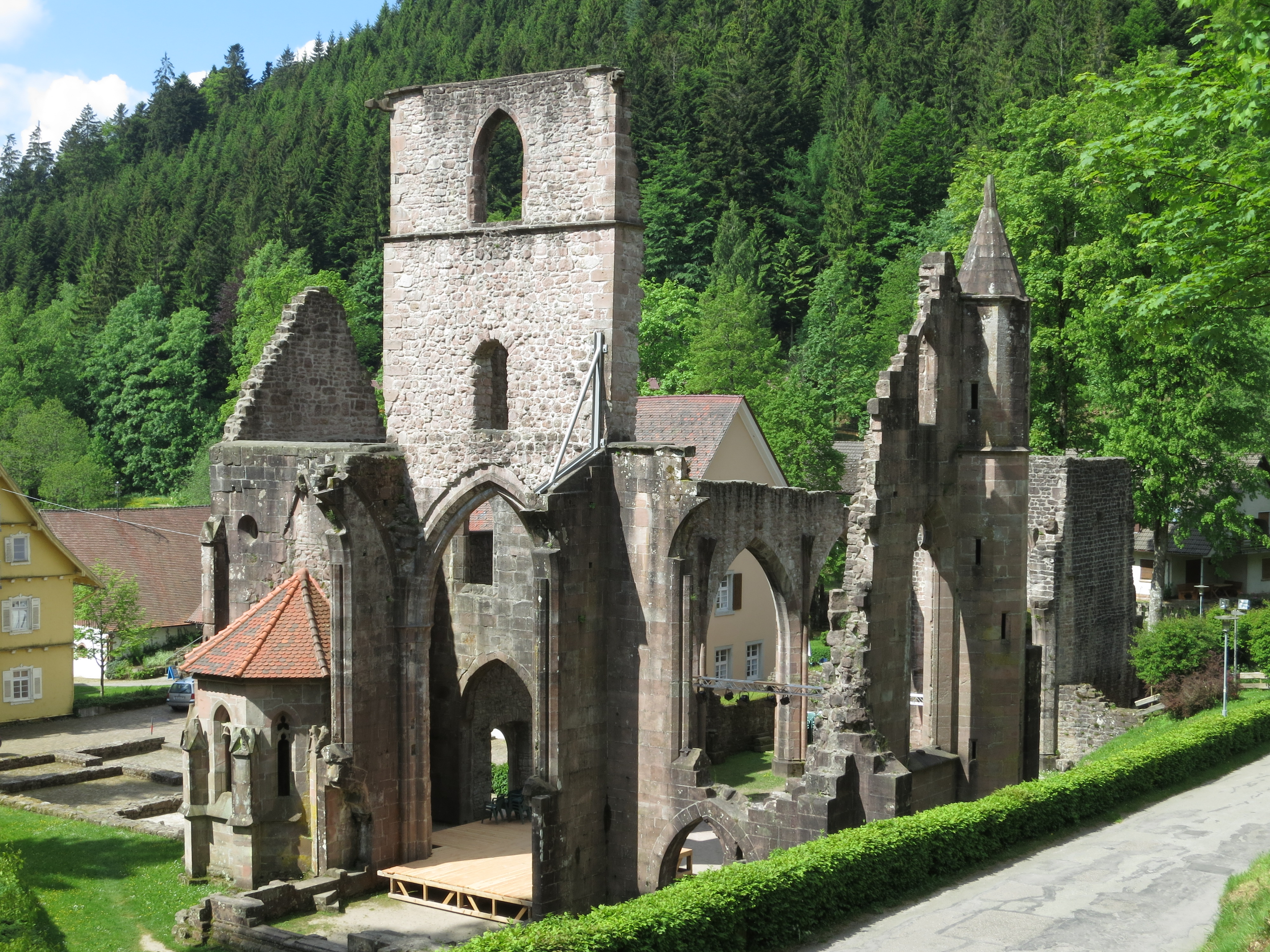
Klosterruine Allerheiligen

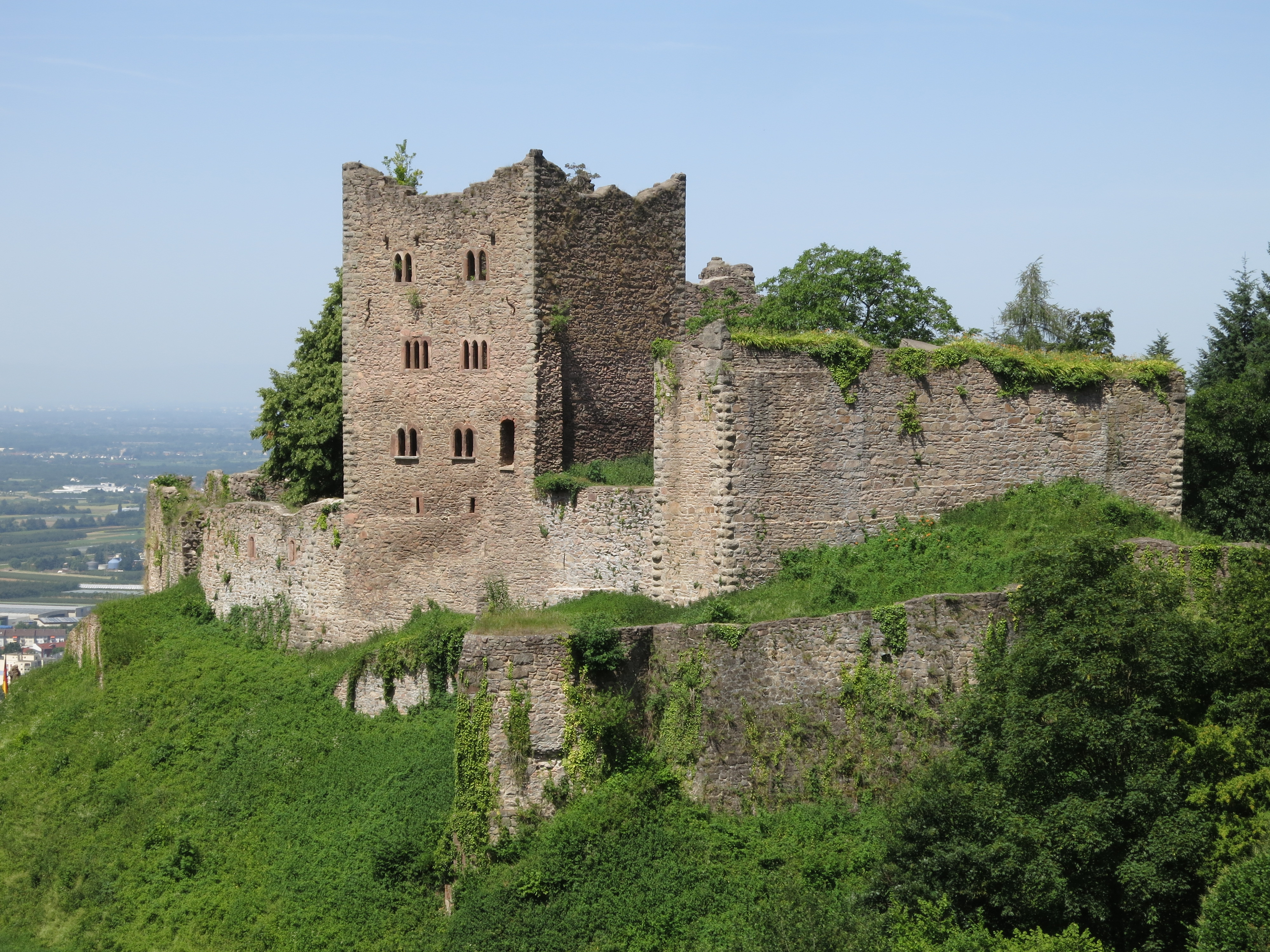
Ruine Schauenburg

- Distanz: 22,7 km

| Ort/Sehenswürdigkeit | Strecke (km) | Höhe (m ü. NHN) | Weitere Informationen      |
| -------------------- | ------------ | --------------- | -------------------------- |
| Rathaus Bottenau     | 0,0          | 0.192           | Busverbindung              |
| St. Wendelin         | 0,8          | 0.255           | Wallfahrtskapelle          |
| Schloss Staufenberg  | 3,5          | 0.365           | Weingut mit Weinstube      |
| Brandstetter Kapelle | 1,4          | 0.319           |                            |
| Ofenloch             | 6,1          | 0.592           | Schutzhütte                |
| Mooskopf             | 2,9          | 0.872           | Aussichtsturm              |
| Kalikutt             | 4,2          | 0.503           | Höhenhotel                 |
| Hugenhöfe            | 3,8          | 0.291           | 0,4 km bis Bahnhof Oppenau |

#### Wegbeschreibung
Ausgangspunkt des Renchtalsteigs ist das Rathaus Bottenau an der K 5369. Von dort geht es über St. Wendelin auf aussichtsreichen Wegen zum Schloss Staufenberg. Bei der Brandstetter Kapelle beginnt der Anstieg zum Mooskopf, der zusammen mit dem Kandelhöhenweg erreicht wird. Vom Moosturm führt der Weg stetig abwärts über Kalikutt zu den Hugenhöfen bei Oppenau.

### Zweite Etappe: Oppenau – Bad Peterstal

#### Übersicht
- Distanz: 16,4 km

| Ort/Sehenswürdigkeit  | Strecke (km) | Höhe (m ü. NHN) | Weitere Informationen            |
| --------------------- | ------------ | --------------- | -------------------------------- |
| Hugenhöfe             | 0,0          | 0.291           | 0,4 km ab Bahnhof Oppenau        |
| Ibacher Holzplatz     | 3,5          | 0.745           | Aussichtspunkt                   |
| Löcherbergwasen       | 3,7          | 0.650           | Wanderparkplatz mit Kiosk        |
| Hermersberger Hütte   | 5,4          | 0.825           | Aussichtspunkt                   |
| Kurhaus Bad Peterstal | 3,8          | 0.400           | 0,4 km bis Bahnhof Bad Peterstal |

#### Wegbeschreibung
Von den Hugenhöfen führt der Weg über den Ibacher Holzplatz zur Passhöhe Löcherbergwasen. Zusammen mit dem Querweg Gengenbach–Alpirsbach wird die Hermersberger Hütte erreicht. Hier beginnt der Abstieg nach Bad Peterstal.

### Dritte Etappe: Bad Peterstal – Alexanderschanze

#### Übersicht
- Distanz: 19,3 km

| Ort/Sehenswürdigkeit  | Strecke (km) | Höhe (m ü. NHN) | Weitere Informationen           |
| --------------------- | ------------ | --------------- | ------------------------------- |
| Kurhaus Bad Peterstal | 0,0          | 0.400           | 0,4 km ab Bahnhof Bad Peterstal |
| Palmspring            | 4,6          | 0.625           |                                 |
| See-Ebene             | 2,2          | 0.942           | Abzweigung zum Glaswaldsee      |
| Lettstädter Höhe      | 1,6          | 0.964           | Schutzhütte                     |
| Sexauer Hütte         | 2,9          | 0.769           | Grillplatz mit Schutzhütte      |
| Teufelskanzel         | 1,3          | 0.944           |                                 |
| Hildahütte            | 2,1          | 0.915           | Schutzhütte                     |
| Alexanderschanze      | 4,6          | 0.968           | Wanderparkplatz, Busverbindung  |

#### Wegbeschreibung
Der Weg führt vom Kurhaus Bad Peterstal über den Holchen-Wasserfall zum ehemaligen Waldhotel Palmspring. Nach dem Aufstieg zur See-Ebene trifft der Renchtalsteig erstmals auf den Westweg. Mit Ausblick zum Glaswaldsee geht es weiter zur Lettstädter Höhe. Der Weg führt abwärts am Rappenschliff vorbei zur Sexauer Hütte. Steil bergauf durch die Teufelskanzel wird wieder der Westweg erreicht. Nach der Hildahütte führt der aussichtsreiche Höhenweg zur Alexanderschanze an der B 28.

### Vierte Etappe: Alexanderschanze – Allerheiligen-Wasserfälle

#### Übersicht
- Distanz: 23,2 km

| Ort/Sehenswürdigkeit      | Strecke (km) | Höhe (m ü. NHN) | Weitere Informationen          |
| ------------------------- | ------------ | --------------- | ------------------------------ |
| Alexanderschanze          | 0,0          | 0.968           | Wanderparkplatz, Busverbindung |
| Renchtalhütte             | 5,8          | 0.752           | Bewirtschaftete Hütte          |
| Zuflucht                  | 4,0          | 0.954           | Wanderparkplatz, Hotel         |
| Lotharpfad                | 2,9          | 0.930           | Abzweigung zum Lotharpfad      |
| Steinmäuerle              | 3,5          | 1.000           | Wanderparkplatz                |
| Schliffkopf               | 0,8          | 1.056           |                                |
| Allerheiligen             | 3,8          | 0.637           | Klosterruine und Klosterhof    |
| Allerheiligen-Wasserfälle | 2,4          | 0.518           | Wanderparkplatz, Busverbindung |

#### Wegbeschreibung
Von der Alexanderschanze führt der Weg an der Renchquelle vorbei zur Renchtalhütte. Es folgt der Aufstieg zur Zuflucht, wo der Westweg wieder erreicht wird. Mit Ausblick ins Lierbachtal und zu den Vogesen geht es weiter zum Schliffkopf, dem höchsten Punkt des Renchtalsteigs. Hier beginnt der Abstieg zur Klosterruine Allerheiligen. Von dort führt der Weg über Aussichtsfelsen oberhalb der Wasserfälle zum Wanderparkplatz.

### Fünfte Etappe: Allerheiligen-Wasserfälle – Burgruine Schauenburg

#### Übersicht
- Distanz: 16,4 km

| Ort/Sehenswürdigkeit      | Strecke (km) | Höhe (m ü. NHN) | Weitere Informationen          |
| ------------------------- | ------------ | --------------- | ------------------------------ |
| Allerheiligen-Wasserfälle | 0,0          | 0.518           | Wanderparkplatz, Busverbindung |
| Allerheiligen             | 1,3          | 0.637           | Klosterruine und Klosterhof    |
| Sohlberg                  | 4,5          | 0.665           | Wanderparkplatz                |
| Simmerbacher Kreuz        | 2,8          | 0.602           |                                |
| Rappenschrofen            | 0,4          | 0.641           | Aussichtspunkt                 |
| Schwalbenstein            | 4,9          | 0.410           | Husarendenkmal, Aussichtspunkt |
| Ruine Schauenburg         | 1,9          | 0.375           |                                |
| Parkplatz Schauenburg     | 0,6          | 0.320           | 1,8 km bis Bahnhof Oberkirch   |

#### Wegbeschreibung
Vom Wanderparkplatz führt der Weg an den Wasserfällen entlang zurück zur Klosterruine Allerheiligen. Über St. Ursula und Sohlberg geht es zum Simmersbacher Kreuz. Ein Stück dem Felsenweg folgend führt der Weg zum Rappenschrofen und weiter zum Schwalbenstein mit Ausblick in die Rheinebene. Der Renchtalsteig endet unterhalb der Ruine Schauenburg beim Parkplatz.